# Macrotylus geminus
Macrotylus geminus är en insektsart som beskrevs av Knight 1925. Macrotylus geminus ingår i släktet Macrotylus och familjen ängsskinnbaggar. Inga underarter finns listade i Catalogue of Life.